# Heliophanus papyri
Heliophanus papyri là một loài nhện trong họ Salticidae.
Loài này thuộc chi Heliophanus. Heliophanus papyri được Wanda Wesołowska miêu tả năm 2003.